# Ausar Thompson
Ausar XLNC Thompson, né le 30 janvier 2003 à Oakland en Californie, est un joueur américain de basket-ball évoluant au poste d'ailier pour les Pistons de Détroit en National Basketball Association. Il mesure 1,98 m et est le frère jumeau du joueur de basket-ball Amen Thompson.

## Biographie

### Overtime Elite (2021-2023)
En septembre 2021, avec son frère jumeau Amen, il décide de ne pas aller à l'université et signe en Overtime Elite (en), une ligue créée cette même année. Ausar remporte les finales OTE en 2022 face à son frère jumeau et gagne le titre de MVP des Finales. Étant capitaine des City Reapers, il choisit Amen avec le 1er choix de la draft OTE. Ensemble, ils gagnent 14 de leurs 15 matchs de saison régulière. Ausar est nommé Most Valuable Player de la saison. Après avoir battu les Cold Hearts 2 à 0, les City Reapers remportent le championnat OTE face aux YNG Dreamerz, en les battant 3-0. Ausar est nommé MVP des finales pour la deuxième fois.  Ausar est attendu comme choix de loterie lors de la draft 2023.

### Pistons de Détroit (depuis 2023)
Il est sélectionné par les Pistons de Détroit en 5ème choix lors de la draft 2023 de la NBA.

## Palmarès

### Overtime Elite
- 2× OTE champion en 2022 et 2023
- 2× OTE Finals MVP en 2022 et 2023
- OTE Most Valuable Player en 2023
- All-OTE First Team en 2023

## Statistiques

### Professionnelles
Les statistiques en match de saison régulière en NBA d'Ausar Thompson sont les suivantes :
| Saison    | Équipe   | Matchs | Titul. | Min./m | % Tir | % 3pts | % LF | Rbds/m. | Pass/m. | Int/m. | Ctr/m. | Pts/m. |
| --------- | -------- | ------ | ------ | ------ | ----- | ------ | ---- | ------- | ------- | ------ | ------ | ------ |
| 2023-2024 | Detroit  | 63     | 38     | 25,1   | 48,3  | 18,6   | 59,7 | 6,38    | 1,90    | 1,08   | 0,94   | 8,83   |
| Carrière  | Carrière | 63     | 38     | 25,1   | 48,3  | 18,6   | 59,7 | 6,38    | 1,90    | 1,08   | 0,94   | 8,83   |

## Records sur une rencontre en NBA
Les records personnels d'Ausar Thompson en NBA sont les suivants, :
| Type de statistique        | Saison régulière | Saison régulière                  | Saison régulière |
| Type de statistique        | Record           | Adversaire                        | Date             |
| -------------------------- | ---------------- | --------------------------------- | ---------------- |
| Points                     | 22               | Bucks de Milwaukee                | 20 janvier 2024  |
| Paniers marqués            | 10               | Bucks de Milwaukee                | 20 janvier 2024  |
| Paniers tentés             | 18               | Cavaliers de Cleveland            | 28 mars 2025     |
| Paniers à 3 points réussis | 2                | 5 fois                            | 5 fois           |
| Paniers à 3 points tentés  | 7                | Nets de Brooklyn                  | 7 mars 2024      |
| Lancers francs réussis     | 6                | @ Pelicans de La Nouvelle-Orléans | 2 novembre 2023  |
| Lancers francs tentés      | 7                | 2 fois                            | 2 fois           |
| Rebonds offensifs          | 7                | @ Thunder d'Oklahoma City         | 30 octobre 2023  |
| Rebonds défensifs          | 12               | @ Bucks de Milwaukee              | 8 novembre 2023  |
| Rebonds totaux             | 16               | @ Bulls de Chicago                | 12 novembre 2023 |
| Passes décisives           | 6                | @ Hornets de Charlotte            | 27 octobre 2023  |
| Interceptions              | 5                | Cavaliers de Cleveland            | 1er mars 2024    |
| Contres                    | 5                | @ Heat de Miami                   | 25 octobre 2023  |
| Balles perdues             | 5                | 2 fois                            | 2 fois           |
| Minutes jouées             | 43               | Nets de Brooklyn                  | 7 mars 2024      |

- Double-double : 6
- Triple-double : 0

Dernière mise à jour : 5 avril 2025